# Julio María Sanguinetti

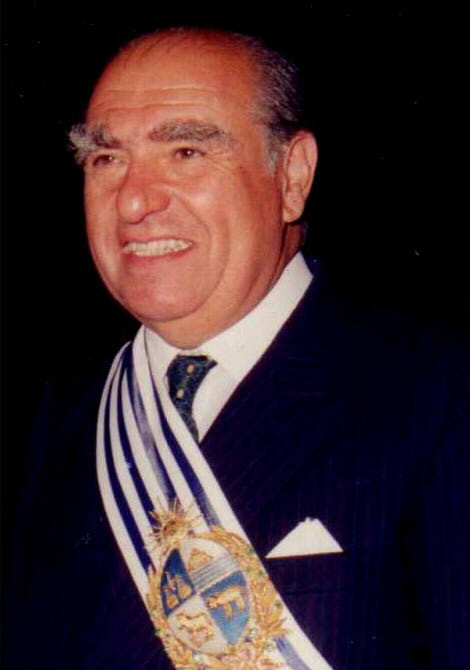
Julio María Sanguinetti

Julio María Sanguinetti Coirolo (* 6. Januar 1936 in Montevideo) war vom 1. März 1985 bis 1. März 1990 sowie vom 1. März 1995 bis 1. März 2000 Präsident von Uruguay. Er hatte einen wichtigen Anteil an der Wiederherstellung der Demokratie im Land.

## Biografie
Sanguinetti studierte Jura und Sozialwissenschaften an der Universidad de la República. Nach der Graduierung im Jahr 1961 versuchte er die Ausübung seiner Tätigkeit als Jurist mit dem Journalismus zu verbinden. Im Jahr 1963 wurde er als nationaler Abgeordneter des Bezirks Montevideo nominiert. 1966 war er stellvertretender Herausgeber und Sprecher des Projekts der Verfassungsreform und 1967 wurde er Mitglied des Rats des Präsidenten für Angelegenheiten, die mit der Organisation der Amerikanischen Staaten (OAS) verbunden waren. 1969 wurde Sanguinetti Minister für Industrie und Handel, 1972 Minister für Kultur und Bildung.
Im Rahmen des Staatsstreichs durch die Streitkräfte verlor er im Juni 1973 seine Positionen in der Regierung und im Kongress. Außer diesen Positionen war er Präsident der Nationalen Kommission der bildenden Künste. 1976 wurde er auch davon entbunden, auch wurde ihm verboten sich politisch zu betätigen. In den folgenden Jahren widmete Sanguinetti sich dem Journalismus, eine kritische Position zur Regierung annehmend. Er förderte kulturelle und sportliche Tätigkeiten als Präsident des Regionalzentrums der UNESCO, förderte die Kampagne „Förderung des Buches“ in Lateinamerika (1975–1984) und wurde Vizepräsident des populären Fußballklubs Peñarol.
Am 29. Juni 1981 wurden ihm seine politischen Rechte und Ämter zurückgegeben. Er führte die Delegation in den Parteiverhandlungen mit dem Militär an, mit dem Ziel, einen friedlichen Übergang zur Demokratie zu finden. Die Verhandlungen endeten erfolgreich mit der Unterzeichnung des Marine-Pakts am 3. August 1984.
1983 wurde Sanguinetti Generalsekretär des Exekutivausschusses und im August 1984 erhielt er die Mehrheit als Kandidat für die Präsidentenwahlen im nächsten Jahr. Es sollten die ersten freien Wahlen werden und die zwölfjährige Zwangsherrschaft des Militärs endgültig beenden. Am 25. November 1984 gewann der der Partido Colorado angehörige Sanguinetti die Wahlen und am 1. März 1985 trat er sein fünfjähriges Amt an.
Während seiner Amtszeit vermied er, dem argentinischen Beispiel folgend, jegliche Art der Übertretung der Menschenrechte und setzte entsprechende Gesetze durch. In einem Versuch, die nationale Versöhnung zu erleichtern, förderte der das Law of National Pacification von 1985, als dessen direkte Folge 267 Guerilleros amnestiert wurden. In seiner Regierungszeit wurde im Dezember 1986 das in den folgenden Jahrzehnten äußerst umstrittene Ley de Caducidad vom Parlament verabschiedet, das 1989 jedoch zunächst in einer Volksabstimmung mit einer Mehrheit gebilligt wurde. Innenpolitisch konnte er zu Beginn seiner Amtszeit auch infolge einsetzenden Wirtschaftswachstums, der Steigerung der Exporte und bewirkten Lohnerhöhungen durchaus Erfolge vorweisen, deren Nachhaltigkeit jedoch nicht gegeben war. In der Außenpolitik fachte Sanguinetti die Beziehungen mit Spanien wieder an und stellte die Kontakte mit Brasilien und Argentinien wieder her. Am 1. März 1990 trat Sanguinetti die Präsidentschaft an Luis Alberto Lacalle Herrera ab, der die vorangegangenen Wahlen im November gewonnen hatte.
1994 wurde Sanguinetti erneut von seiner Partei als Präsidentschaftskandidat aufgestellt und gewann die folgenden Wahlen am 27. November 1994 mit knapper Mehrheit. Die Präsidentschaft trat er am 1. März 1995 an und war somit der dritte Präsident in der Geschichte Uruguays, der wiedergewählt wurde. Am 1. März 2000 trat er die Präsidentschaft an seinen Nachfolger Jorge Batlle ab.
Neben seinen politischen Aktivitäten war (und ist zum Teil noch) Sanguinetti Kolumnist der spanischen Nachrichtenagentur EFE und der Tageszeitung El País, organisierte Seminare an der Universität Complutense in Madrid und hielt Vorlesungen in den Sommerkursen der Internationalen Universität Menéndez und der Universität Pelayo von Santander. Seit 1990 ist er auch Präsident des PAX-Instituts.
2012 erschien sein Buch La Reconquista, dass im April 2012 die uruguayische Bestsellerliste anführt.
Für seine Tätigkeiten wurde er mit vielen Ehrungen ausgezeichnet wie: Ehrendoktorwürden, Ehrenmitgliedschaft des Italienischen Großen Kreuzes und der französischen Ehrenlegion. Im Jahr 2000 wurde ihm für sein „beachtliches persönliches Engagement und für seine Initiativen zur Förderung von Entwicklung, Frieden und Kultur“ der Simón-Bolívar-Preis der UNESCO verliehen. 2021 wurde er als korrespondierendes Mitglied in die Academia Brasileira de Letras gewählt.
Sanguinetti ist verheiratet und hat zwei Kinder.

## Werke
- 1967, Alcances y aplicaciones de la nueva constitución uruguaya (Ed. IEPAL, Montevideo)
- 1967, La nueva constitución (Ed. Alfaguara, Montevideo)
- 1976, Pedro Figari. Crónica y dibujos del caso Almeida (Ed. Acalí, Montevideo)
- 1978, La Nación, el nacionalismo y otros ismos (Ed. Lapid, Montevideo)
- 1991, El Temor y la impaciencia. Ensayo sobre las transiciones democráticas en América Latina (Ed. FCE, Buenos Aires-México DF)
- 1992, El año 501 (Ed. Sudamericana, Buenos Aires)
- 1993, Un mundo sin Marx (Ed. Fundación Banco de Boston, Buenos Aires)
- 1994, Meditaciones del milenio (Arca, Montevideo)
- 2002, El doctor Figari (Ed. Aguilar, Montevideo)
- 2008, La agonía de una democracia (Ed. Taurus, Montevideo)
- 2012, La reconquista. Proceso de la restauración democrática en Uruguay (1980-1990) (Ed. Taurus, Montevideo)
- 2015, Retratos desde la memoria (Debate, Montevideo)
- 2017, El cronista y la historia (ISBN 978-9974-881-48-8).[6]
- 2018, La trinchera de occidente. A 70 años del Estado de Israel (Taurus, 2018)
- 2018, Luis Batlle Berres. El Uruguay del optimismo (Ed. Taurus, Montevideo)[7]